# ویار عشق
ویار عشق (انگلیسی: Love's Craving؛ به زبان کونکانی: Mogacho Anvddo) نخستین فیلم به زبان کونکانی است که در سال ۱۹۵۰ منتشر شد. تاریخ انتشار این فیلم (۲۴ آوریل) را از آن پس، به‌عنوان «روز سینمای کونکانی» جشن گرفته و کارگردان آن «اَل جری براگانزا» را پدر سینمای کونکانی می‌دانند.